# Agustí Fernández

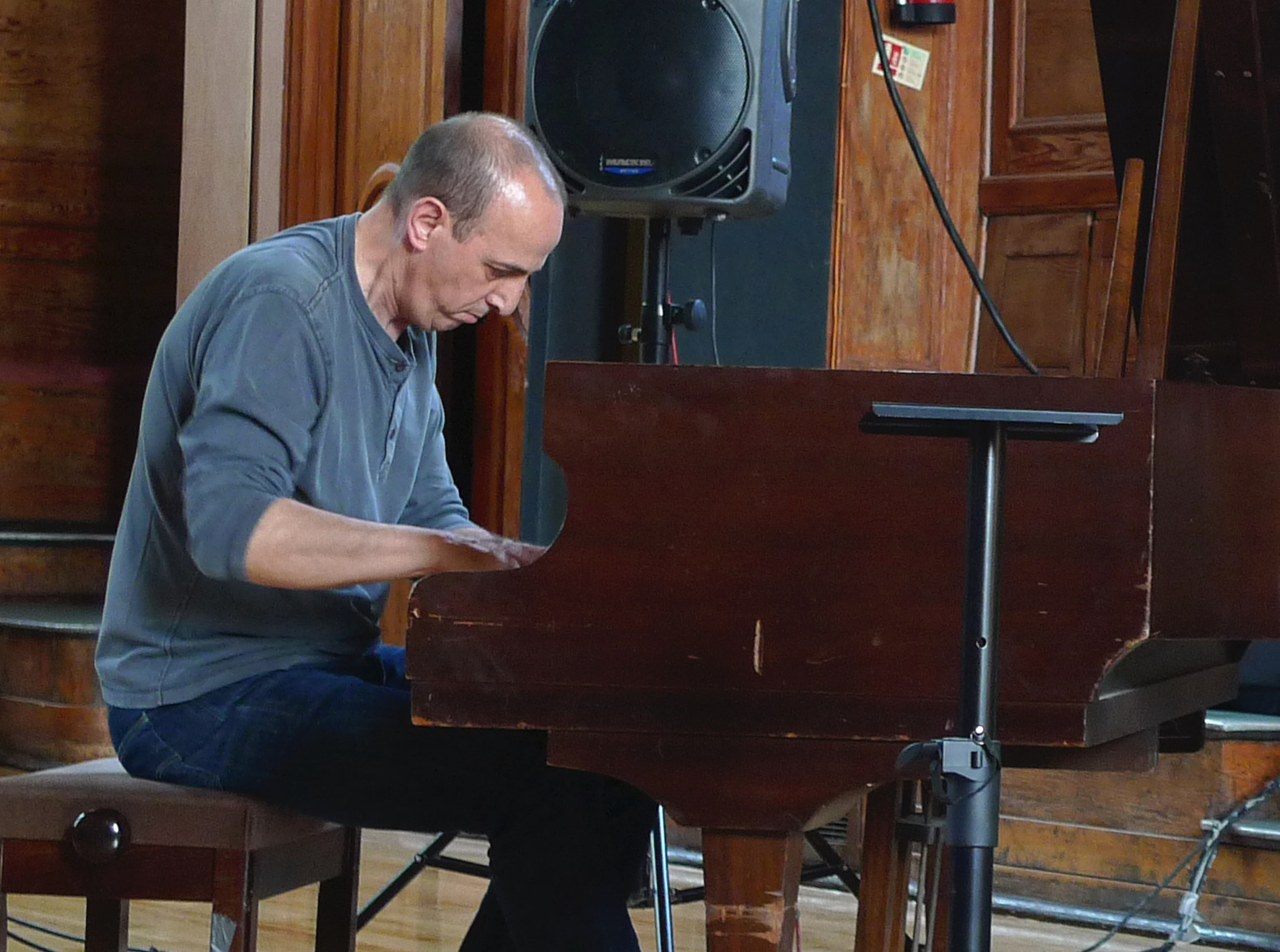
Agustí Fernández (2011)

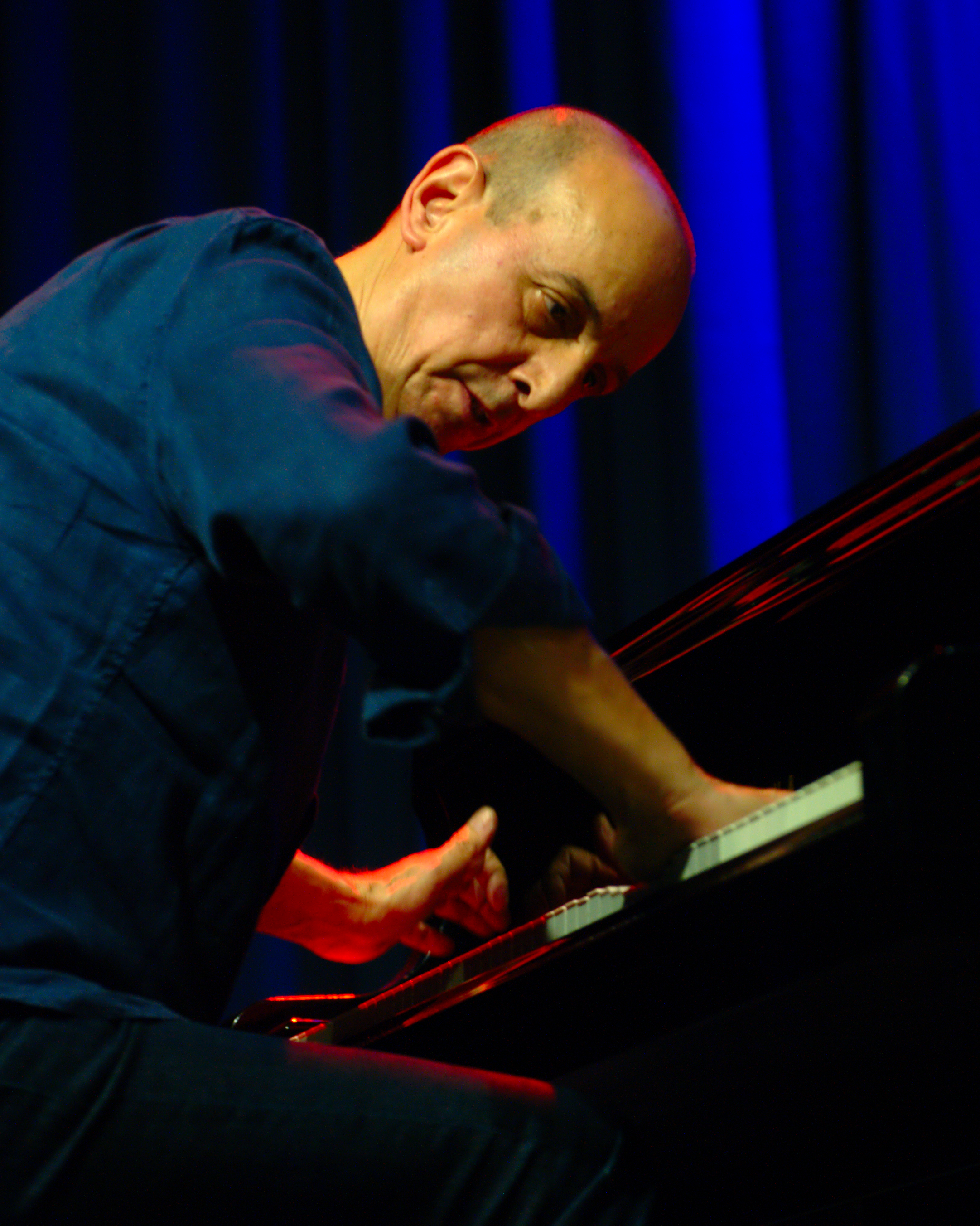
Agustí Fernández im Konzert mit Lucía Martínez beim Just Music Festival Wiesbaden 2017

Agustí Fernández (* 1954 in Palma) ist ein spanischer Pianist des Modern Creative und der Neuen Improvisationsmusik sowie Komponist.

## Leben und Wirken
Fernández erhielt als Kind klassischen Klavierunterricht und wurde bereits mit dreizehn Jahren professioneller Musiker. Als er die Musik von Cecil Taylor und von Iannis Xenakis entdeckte, wandte er sich der Avantgarde zu. Er begann sein Musikstudium in Barcelona, bevor er es 1978 bei Xenakis in Frankreich fortsetzte. Als Solist fand er bei der zweiten Biennale der jungen kreativen Künstler in Thessaloniki 1987 erstmals international Beachtung, um dann auf den meisten wichtigsten Festivals Europas aufzutreten. 1987 spielte er auch sein erstes Soloalbum ein. Er arbeitete mit zahlreichen Choreographen und verfasste die Musik für deren Ballette, etwa für Àngels Margarit, María Muñoz, Ramon Oller, Tomás Aragay und Margarita Guergué, seit 1998 besonders für Andrés Corchero. Daneben komponierte er auch Theater-, Film- und Fernsehmusiken. Zwischen 1989 und 1991 war Fernández der musikalische Leiter des TV-Programs Glasnost. Gemeinsam mit Barbara Held richtete er von 1997 bis 1999 die Metrònom International Experimental Music Week in Barcelona aus. Dann leitete er bis 2006 das Nous Sons Festival für zeitgenössische Musik in Barcelona. 
Fernández gründete das Orquestra del Caos und das Big Ensemble del Taller de Músics, die er beide leitete. Auch war er ein Gründungsmitglied des Collectivo Improvisadors de Barcelona und leitete gemeinsam mit Joan Saura und Liba Villavecchia das Orqestra Improvisadors de Barcelona zwischen 1998 und 2001. Als Improvisator spielte Fernández mit Musikern wie Tom Cora, Butch Morris, Peter Kowald, Marilyn Crispell, Carlos Zingaro, Lê Quan Ninh, Wolfgang Reisinger, Christoph Irmer, Irene Aranda, Mat Maneri und Yasmine Azaiez. Seit 2002 ist er sowohl Mitglied des Evan Parker Electro Acoustic Ensemble (Memory/Vision 2002) als auch des Barry Guy New Orchestra. Mit Guy und Ramón López bildet er das Trio Aurora, mit Baldo Martínez und Ramón López Triez.
Seit 2001 lehrt Fernández als außerordentlicher Professor für Improvisation an der Escola Superior de Música de Catalunya.

## Preise und Auszeichnungen
Im Jahr 2000 wurde Fernández mit dem Altaveu-Preis ausgezeichnet. 2010 verlieh ihm die Stadt Barcelona ihren Musikpreis Premi Ciutat de Barcelona de música. Das Album Aurora wurde von der spanischen Zeitschrift Cuadernos de Jazz als Album des Jahres 2007 ausgezeichnet; die gleiche Zeitschrift hatte zuvor bereits seinen Ornette-Coleman-Tribut Lonely Women als Album des Jahres 2005 herausgestellt. 2012 wurde er mit seinem Trio für den BMW Welt Jazz Award nominiert.

## Diskographische Hinweise

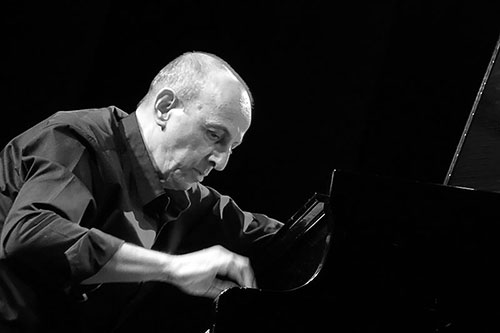
Agustí Fernández (2015)

- Agustí Fernández, Susie Ibarra & William Parker Live at the Joan Miró Foundation (Synergy 1998)
- 1 is not 1 (Nova Era 1998)
- Agustí Fernández & Big Ensemble del Taller de Músics Aura (Taller 1991)
- Agustí Fernández Quartet Lonely Woman (mit David Mengual, Liba Villavecchia, Jo Krause; Taller/Sirulita 2004)
- Agustí Fernández & Derek Bailey A Silent Dance (Incus 2005)
- Agustí Fernández, Barry Guy & Ramón López Aurora (Maya 2006)
- Agustí Fernández, John Edwards & Mark Sanders Un llamp que no s’acaba mai (Psi 2007)
- Agustí Fernández & Jo Krause Draco (Anacrusí 2008)
- Celebration Ensemble (Fundacja Słuchaj, 2017)
- Peter Evans, Agustí Fernández, Mats Gustafsson: A Quietness of Water (Not Two Records, 2017)
- Spontaneous Soundscapes (Not Two, 2018), mit Rafał Mazur, Artur Majewski
- Agustí Fernández & Sarah Claman: Antipodal Suite (Sirulita Records, 2018)
- Agusti Fernández / Liudas Mockunas: Improdimensions (NoBusiness, 2020)
- Torben Snekkestad, Agustí Fernández, Barry Guy:  The Swiftest Traveler (Trost, 2020)
- Savina Yannatou / Julius Gabriel / Agustí Fernández / Barry Guy / Ramón López: In the Light of the Current Myth (2024)
- Aesthetic of Prisms (2025)[1]

## Lexigraphischer Eintrag
- Xosé Aviñoa (Hrsg.) Història de la música catalana, valenciana i balear: Diccionari A-H Edicions 62, 2003; ISBN 9788429752830